# Verkiezingen voor het Europees Parlement 2009/Kandidatenlijst/GroenLinks
De kandidatenlijst voor de Europese Parlementsverkiezingen 2009 van GroenLinks werd op een partijcongres op 7 maart 2008 door de aanwezige partijleden vastgesteld. Achter de verkozen kandidaten staat een *.

## Kandidatenlijst
1. Judith Sargentini *
2. Bas Eickhout *
3. Marije Cornelissen *
4. Niels van den Berge
5. Nadya van Putten
6. Rogier Elshout
7. Isabelle Diks
8. Kosta Skliris
9. Harald Boerekamp
10. Inti Suarez
11. Laura Punt
12. Ewout Deurwaarder
13. Toine Wuts
14. Esther Loeffen
15. Karin van den Berg
16. Pieter van Abshoven
17. Sebastiaan van 't Erve
18. Tineke Strik
19. Joost Lagendijk
20. Kathalijne Buitenweg